# Джо Баррезі
Джо Баррезі (англ. Joe Barresi) — американський звукорежисер та  музичний продюсер.
Джо Баррезі народився та виріс в Нью-Йорку. Він розпочав грати на гітарі у віці 7 років та здобув класичну освіту в Університеті Південної Флориди, де вивчав теорію музики та гру на класичній гітарі. Пізніше Баррезі перейшов до Університету Маямі, де навчався основ звукозапису та грі на фортепіано. Під час навчання в коледжі Баррезі почав працювати звукоінженером, співпрацюючи з місцевими музичними колективами Маямі.
Здобувши освіту, Баррезі переїхав до Лос-Анджелесу, де став працювати в місцевих студіях звукозапису, співпрацюючи з такими продюсерами, як Девід Кане, Майкл Бейнгорн та Гарт Річардсон. Серед музичних виконавців, над чиїми записами працював Баррезі — Skunk Anansie, Hole, Monster Magnet, Anthrax, Bauhaus, Fu Manchu, Melvins, Bad Religion, L7, The Jesus Lizard та багато інших. Найбільш відомим Баррезі став завдяки роботі з гуртом Queens of the Stone Age, ставши не тільки звукоінженером, але й співпродюсером їхнього дебютного альбому 1998 року.
Джо Баррезі володіє власною студією JHOC (Joe's House of Compression), яка розташована в Лос-Анджелесі. Він використовує продукцію Pro Tools, консоль SSL 4000G+, та має велику колекцію гітар, педалей, підсилювачів та іншого обладнання.